# Dragó d'ulls negres
El dragó d'ulls negres (Mokopirirakau kahutarae), també conegut comunament com a dragó d'ulls enganxosos de Whitaker, és una espècie de llangardaix la família Diplodactylidae. Descobert l'any 1970, habita muntanyes d'altitud a tres zones de l'illa del Sud de Nova Zelanda. És l'espècie de llangardaix que viu a més altitud de tot el país, fins a 2.200 m sobre el nivell del mar.

## Taxonomia
Inicialment, se'l va classificar en el gènere Hoplodactylus, però actualment està catalogat dins dels Mokopirirakau juntament amb altres dragons alpins i forestals de dits estrets. L'exemplar holotip es troba a la col·lecció del Museu de Nova Zelanda Te Papa Tongarewa.

## Descripció
El dragó d'ulls negres és un llangardaix de mida petita, de color oliva o gris pel llom i blanc pel ventre, amb de 6 a 7 bandes més clares a la superfície dorsal del seu cos i els costats tacats. Té escates corporals molt petites i dits estrets, més similars als d'un dragó arbori que no pas a un de terrestre. És més notable per les seves celles prominents i els seus iris inusualment negres: tots els altres dragons relacionats tenen un iris clar amb un patró de filigrana. Quan es manipula, fa crits o xisclets.

## Comportament
El dragó d'ulls negres és un animal nocturn i pot estar actiu a temperatures baixes de fins a 7 °C. Solen prendre el sol sobre les roques a l'entrada de la seva cova, però és molt cautelós i fuig ràpidament si nota perill.

## Hàbitat

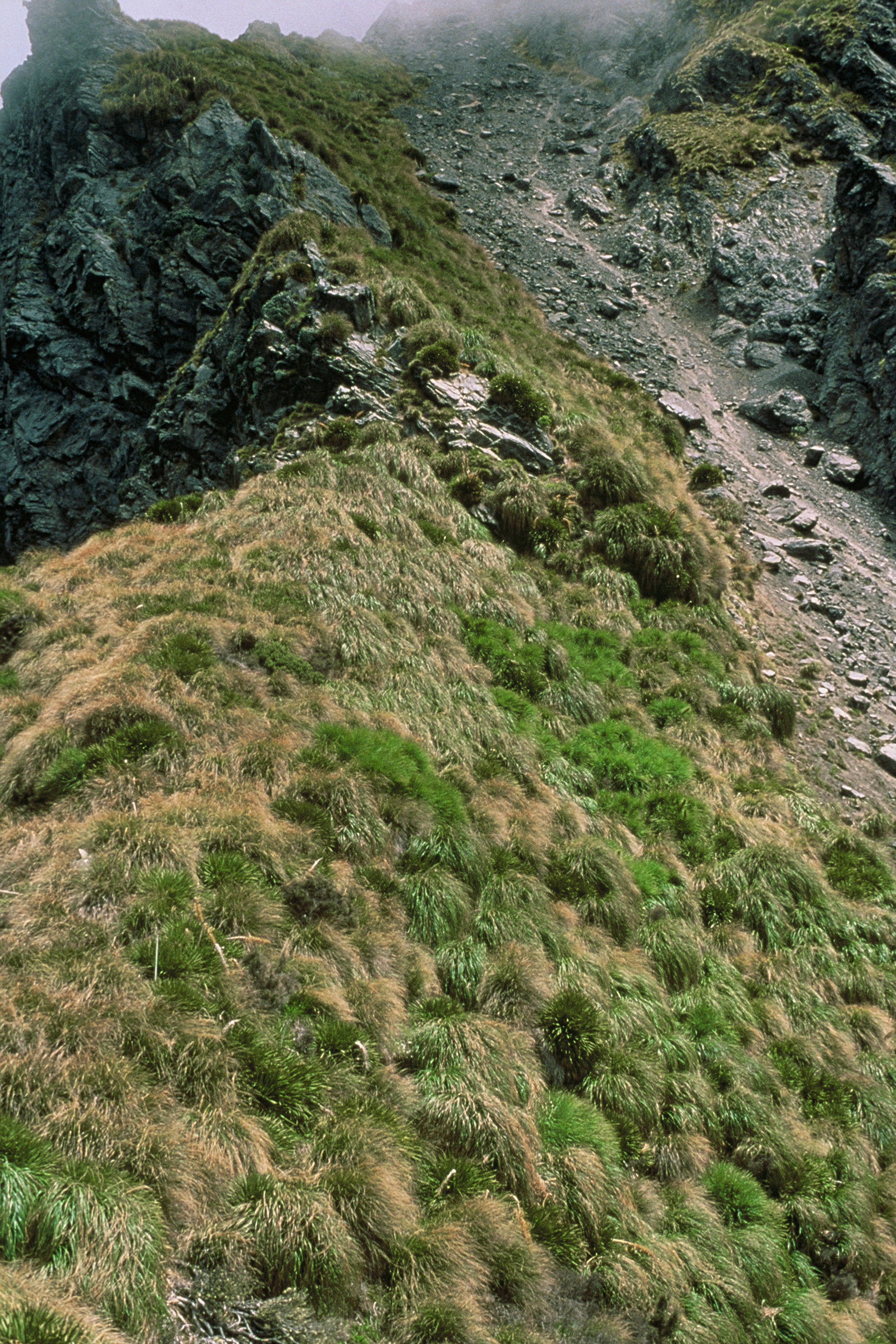
La colònia de cria de la baldriga de Hutton a Shearwater Stream on es va descobrir el primer dragó d'ulls negres.

El primer exemplar de dragó d'ulls negres documentat va ser el març de 1970 en una colònia de baldriga de Hutton, al mont Tarahaka a la serralada Kaikōura. Immediatament es va reconèixer com una espècie no descrita, però les recerques repetides de 1970 a 1981 al Seaward Kaikōuras no van poder trobar més individus, fins que el 1983 se'n van recollir quatre a la zona de Kahutara Saddle, a 30 km de distància. El nom específic, kahutarae, es pren del lloc on es va trobar l'espècimen.
El dragó d'ulls negres s'ha trobat des de llavors a les muntanyes de Nelson i a la zona del pas de Lewis, vivint en cingleres alpines i afloraments rocosos entre 1.200 i 2.200 m. És capaç de sobreviure a la zona subnival, on la vegetació és irregular i coberta de neu a l'hivern.
És possible que aquesta espècie no estigui especialment adaptada a un hàbit alpí; roques i cingleres poden ser la seva última retirada de les rates i ratolins comuns a altituds més baixes.

## Estat de conservació
L'any 2012 el Departament de Conservació (DOC) el va classificar com a espècie vulnerable sota el Sistema de Classificació d'Amenaces de Nova Zelanda. Això es basava en el fet que només existeixen unes poques subpoblacions, la més gran de menys de 500 individus, que es preveu que disminuirà. Es va notar que tenia poca informació i es distribuïa escassament amb un rang restringit.